# Clase Katsuragi
La Clase Katsuragi fue una serie de tres fragatas de hélice que sirvieron en la Armada Imperial Japonesa a finales del siglo XIX y principios del XX. 

## Historial
Su diseño contaba con una nueva disposición de las piezas de la artillería principal, que permitía su empleo tanto hacia el frente como por las bandas, lo que era una ventaja respecto a la previa Clase Kaimon. El casco era de proa recta en los Katsuragi y Musashi, mientras que era estilo clíper en el Yamato. Del mismo modo, el Katsuragi era el único de los tres buques que en lugar de una, disponía de dos hélices.
En 1898 fueron reclasificados como buques de defensa costera. En 1900 experimentaron una puesta al día, retirándose el velamen de sus tres palos, ampliando el armamento y sustituyendo los lanzatorpedos de 381 mm por otros de 457 mm. El Katsuragi fue desguazado en 1913, y las dos unidades supervivientes, Yamato y Musashi, cesaron en 1922 su servicio como unidades militares activas y pasaron a ser buques de investigación.
| Nombre    | Iniciado   | Botado    | Completado | Desguazado |
| Katsuragi | 18-8-1883  | 31-3-1885 | 4-11-1887  | 1913       |
| Yamato    | 23-11-1883 | 1-5-1885  | 16-11-1887 | 18-9-1945  |
| Musashi   | 1-10-1884  | 30-3-1886 | 9-2-1888   | 1931/1935  |